# Pietro Frugoni (général)
Pour l’article ayant un titre homophone, voir Pietro Frugoni.
Pietro Paolo Frugoni (Brescia, 21 janvier 1851 - Brescia, 10 juillet 1940) est un général italien, qui occupe des postes uniquement en tant qu'officier d'état-major, et est élevé au rang de lieutenant général en 1906. Il occupe des postes opérationnels pendant la guerre italo-turque en tant que commandant du corps d'armée spécial à Tripoli. Lors de la mobilisation générale de mai 1915, il est nommé commandant de la 2e armée, pour prendre ensuite le commandement de la 5e armée immédiatement après le début de l'offensive austro-hongroise connue sous le nom de Strafexpedition, fortement souhaitée par le maréchal Franz Conrad von Hötzendorf. Il est relevé de son commandement le 19 juin 1916, remplacé par le général Settimio Piacentini, et mis à la retraite.

## Biographie
Il est né à Brescia le 21 janvier 1851, fils d'Arsenio, commerçant aisé, et d'Amalia Cassa. À l'âge de seize ans, il entre à l'Académie royale militaire d'artillerie et de génie de Turin, dont il sort en 1870 avec le grade de sous-lieutenant (sottotenente), affecté à l'arme de l'artillerie. Sa carrière militaire est rapide : sous-lieutenant à 19 ans, en 1877 il est déjà capitaine (capitano). En avril 1879, il épouse Mlle Rosina Noy.
En 1882, le ministre de la Guerre de l'époque, Emilio Ferrero, avec une loi spéciale d'ordre, élargit le personnel du Regio Esercito, en augmentant le nombre de cours à la Scuola superiore di guerra (École supérieure de guerre) de Turin. Il est promu au grade de major (maggiore) en 1884, devient lieutenant-colonel (tenente colonnello) en 1888, et colonel (colonnello) en 1893. Il prend le commandement du 5e puis du 19e régiment d'infanterie et plus tard du 5e régiment de Bersaglieri. Entre 1896 et 1898, il est chef d'état-major de deux corps d'armée différents de la Regio Esercito. 
Le 14 janvier 1900, il est promu au rang de major-général (maggiore generale) et prend le commandement de la brigade Brescia (Brigata Brescia). Élevé au rang de lieutenant général (tenente generale) le 22 avril 1906, après avoir occupé le poste d'inspecteur des troupes alpines, il devient commandant de la division militaire de Palerme puis de celle de Turin. En 1910, il reçoit le commandement du IXe corps d'armée, poste considéré comme prestigieux qui le hisse parmi les meilleurs généraux de l'armée.

### La guerre italo-turque
Le 28 septembre 1911, l'ambassadeur d'Italie à Constantinople remet un ultimatum à la Sublime Porte donnant au gouvernement ottoman 24 heures pour accepter les conditions italiennes concernant l'occupation de la Libye. Le 29 septembre, les hostilités commencent. Le 5 octobre, les troupes de débarquement de la Regia Marina occupent le port de Tripoli et, le 11 octobre, les premières troupes du Corps expéditionnaire royal de l'armée commencent à arriver en Libye sous le commandement du général Carlo Caneva, qui prend le commandement du Ier corps d'armée spécial stationné à Tripoli, ce qui le rend coresponsable de facto du déroulement des opérations militaires. Après l'occupation de Tripoli, Derna et Homs, avec la création d'autant de camps fortifiés, la poussée offensive des troupes italiennes s'arrête. La résistance des troupes turques, également favorisée par la collaboration de la population arabe, s'avère beaucoup plus forte que prévu. Vers la fin du mois d'octobre, une longue série de désaccords sur la conduite des opérations militaires commence, avec d'un côté le Premier ministre Giovanni Giolitti et le chef d'état-major de l'armée, le général Alberto Pollio, et de l'autre la direction militaire du corps expéditionnaire.
Soumis à de fortes pressions politiques, le général Caneva demande à plusieurs reprises son avis sur l'opportunité d'une action offensive, recevant des réponses prudentes et attentistes En décembre, il s'opposait à toute action militaire vers l'intérieur de la Tripolitaine "... jusqu'à ce que le règlement des bases d'opérations... soit assuré". En décembre, il plaide contre une action militaire vers l'intérieur de la Tripolitaine tant que le règlement des bases d'opérations... n'est pas assuré. Quelques jours plus tard, à la suite d'une nouvelle pression politique, suivie d'une nouvelle demande du général Caneva, il répond à nouveau que : les conditions actuelles en Tripolitaine ne semblent pas très favorables à une telle expédition.
À partir du printemps 1912, la pression du gouvernement reprend avec plus d'intensité, et le général Alberto Pollio va jusqu'à déclarer que le prestige militaire du pays est en danger s'il attend plus longtemps pour lancer l'offensive décisive. Vers la fin du mois d'avril, on commença à étudier une nouvelle offensive, à mettre en œuvre dans un court délai, qui fut acceptée tant par le général Caneva que par Pollio. 

Planifiée par lui, en collaboration avec son chef d'état-major Pietro Badoglio, l'offensive devait frapper l'oasis de Zanzur, à quelque 18 kilomètres de Tripoli, qui, occupée par des groupes de combattants arabo-turcs, constitue une épine dans le pied du dispositif italien. À l'aube du 8 juin, les troupes italiennes lancent une attaque frontale contre les retranchements arabo-turcs, qui est suivie d'une série d'affrontements qui durent jusqu'au début de l'après-midi. L'attaque, qui voit l'emploi de 14 000 hommes, soutenus par 50 canons, trois navires et un certain nombre d'avions, est personnellement dirigée par lui, mais ne connait qu'un succès partiel. Selon le rapport rédigé par le général Tommaso Salsa, faisant partie de l'état-major de Caneva, l'offensive est de peu d'utilité. Malgré son succès, il ne profite pas de la situation favorable qui s'est créée et procède sans tarder à l'occupation de l'oasis de Zanzur,.

Le rapport sur l'attaque est rédigé par lui en termes enthousiastes , mais les milieux politiques et militaires de la capitale partagent entièrement l'opinion exprimée par le général Salsa.
En juillet, il est rappelé à Rome pour des consultations, mais une fois en Italie, il est démis de ses fonctions et remplacé par le général Ottavio Ragni. Ses victoires dans les batailles d'Ain Zara (4 décembre 1911) et de Zanzur (8 juin 1912) lui valent la Croix de Commandeur de l'Ordre militaire de Savoie. 

En raison de son exonération, son prestige est partiellement compromis, car l'idée circule dans les cercles de l'armée royale que, bien qu'il soit un homme actif et vigoureux, ses compétences militaires n'atteignent pas l'excellence. Comme son exonération n'est pas contestée, il l'accepte calmement et il n'y a pas de conséquences pour sa carrière militaire. Il reprend le commandement du IXe corps d'armée et, dans le courant de l'année 1914, il est désigné pour commander une armée en cas de guerre.

### La Première Guerre mondiale
Lorsque le royaume d'Italie entre en guerre le 24 mai 1915, il prend le commandement de la 2e armée, dont le quartier général se trouve à Udine, et qui est destinée à franchir la frontière austro-hongroise dès le début des hostilités. La 2e armée est déployée entre Montemaggiore et la ville de Manzano sur un front d'environ 35 km dans un territoire particulièrement imperméable. La 2e armée doit occuper rapidement la ligne de l'Isonzo, en sécurisant les débouchés sur la rive gauche du fleuve, en collaboration avec la 3e armée du général Vincenzo Garioni,. Le plan initial prévoyait que la 2e armée occupe le bassin de Caporetto et l'arc montagneux qui le bordait (Monte Nero-Mrzili), en prenant simultanément possession de la crête de Monte Ieza-Korada-San Martino-Medana. Après avoir interrompu les premières opérations offensives sur le front de l'Isonzo après l'attaque du Monte Plava, la 2e armée participe activement aux quatre premières offensives lancées par Cadorna contre les positions autrichiennes entre mai et décembre 1915; ces offensives n'obtiennent pas de résultats particulièrement significatifs, mais coûtent au Regio Esercito de très lourdes pertes, avec des dizaines de milliers de morts et de blessés.
Dès les premiers mois de la guerre, les relations entre le commandant de la 2e armée et le chef d'état-major de l'armée, le général Luigi Cadorna, sont extrêmement difficiles. 

En novembre 1915, lors de la quatrième bataille de l'Isonzo, Cadorna lui envoie un télégramme dans lequel il dénonce l'état précaire des troupes sous son commandement. Après avoir attribué l'usure morale et physique des troupes à son incurie, Cadorna lui ordonne d'effectuer des inspections pour établir la situation exacte, de remédier immédiatement aux manquements les plus graves et de désigner les responsables de la situation en question. Sa réponse est immédiate et fondée sur une vision réaliste des faits : L'état des troupes au contact de l'ennemi, écrit-il le 25 novembre, m'est bien connu, et dépend essentiellement du fait qu'elles tiennent toute ligne à laquelle elles ont pu arriver pendant des mois d'offensive presque ininterrompue qui continue encore et qui demain se rallumera sur presque tout le front de l'armée. D'une manière générale, le remède réellement efficace ne peut consister qu'à conquérir les positions dominantes de l'ennemi et à y établir nos propres positions avancées, ou à nous replier sur des lignes propres à y établir notre résistance dans des conditions suffisantes pour le déploiement de troupes.

La critique directe du commandement suprême (Comando Supremo) sur la conduite des opérations militaires suscite l'ire de Cadorna qui, le 26 novembre, répond qu'il n'admet pas le dilemme entre la conquête des positions autrichiennes ou la retraite car l'expérience a montré qu'il est possible de fortifier n'importe quel endroit tant que la foi du défenseur ne vacille pas.

La tension entre le chef d'état-major général et le commandant de la 2e armée s'apaise momentanément, mais elle se ravive lorsque Cadorna refuse d'approuver la demande de promotion extraordinaire du chef d'état-major adjoint de la 2e armée, Badoglio. Cadorna, non satisfait de l'ensemble de l'état-major de la 2e armée, justifie son refus par le fait que toutes les promotions extraordinaires attribuées à Badoglio avaient été proposées par Frugoni, et qu'il était nécessaire que d'autres généraux évaluent les performances et les capacités du jeune officier. Le général Cadorna, conformément à la thèse exprimée, a transféré Badoglio dans un autre département. 

La pause des opérations sur le front d'Isonzo due à l'arrivée de l'hiver permet aux relations entre les deux commandements de revenir à la normale. Profitant de la pause hivernale, le général Frugoni réorganise ses troupes en prévision de futures offensives. En mai 1916, la Strafexpedition lancée par le maréchal Franz Conrad von Hötzendorf contre le front du Trentin tenu par la 1re armée du général Roberto Brusati, oblige Cadorna à revoir ses plans et, en cas d'infiltration profonde de l'ennemi le 21 mai, il forme une nouvelle armée avec des unités prises dans la 3e armée et des divisions amenées de Libye et d'Albanie. Déplacée entre Vicence, Padoue et Cittadella, la 5e armée, forte de 179 000 hommes, est placée sous son commandement avec pour mission de protéger la vallée du Pô. Son affectation au nouveau commandement semblait signifier la confiance renouvelée de Cadorna à son égard, mais à la mi-juin, ayant passé le danger d'une percée du front, il fut relevé en raison d'une grave perte de prestige dans le milieu militaire et de cette confiance indispensable pour celui qui doit occuper un commandement aussi élevé dans la guerre,.
Mis à la retraite d'office, il n'a pas été réhabilité même après la défaite de Caporetto, lorsqu'une commission d'enquête spéciale a examiné tous les cas de généraux écartés du commandement par Cadorna. C'est précisément sur la base du jugement de la Commission que le 30 avril 1918, le nouveau commandant en chef de l'armée, Armando Diaz, refusa de le réadmettre au service actif.
Dans l'examen de ses actions, les accusations de frivolité et d'irresponsabilité lancées à son encontre par de nombreux officiers ayant servi sous son commandement ont pesé lourd, et ont été confirmées plus tard par les mémoires. Il était également accablé par le mémoire détaillé écrit par le général Ezio Reisoli, un de ses anciens subordonnés, qui montrait comment il n'avait jamais suivi de près les événements et avait révoqué de nombreux officiers employés par lui sans cause claire. Il fut mis à la disposition du ministère de la Guerre dans la zone territoriale, et en 1917 il fut placé dans une position auxiliaire, recevant une pension de 8 000 lires par an. Il fut promu général d'armée (generale d'armata) en 1923, alors qu'il était déjà passé par la réserve. Exclu définitivement du service actif, il se retire dans la vie privée dans la ville de Brescia, où il meurt le 10 juillet 1940.

## Distinctions
- Commandeur de l'ordre militaire de Savoie
- Arrivé à Tripoli le 5 novembre 1911, il organisa rapidement le corps d'armée qu'il commandait avec les troupes arrivées par la suite ; avec des offensives énergiques et des dispositions judicieuses, il conquit le fort Hamidiè le 6 novembre ; le 26 novembre, il occupa la ligne Henni-Fortino Messri, et le 4 décembre Ain Zara ; il prépara et dirigea sur le terrain les opérations qui aboutirent à la victoire de Zanzur (8 juin 1912).
- Arrêté royal lettre A du 16 mars 1913.
 - Chevalier de l'ordre des Saints-Maurice-et-Lazare
 - Officier de l'ordre des Saints-Maurice-et-Lazare

 - Commandeur de l'ordre des Saints-Maurice-et-Lazare
- 28 juin 1909
 - Chevalier de l'ordre de la Couronne d'Italie
 - Officier de l'ordre de la Couronne d'Italie
 - Commandeur de l'ordre de la Couronne d'Italie
 - Grand officier de l'ordre de la Couronne d'Italie
 - Chevalier de grand-croix de l'ordre de la Couronne d'Italie
- 22 décembre 1912.